# Aleksandar Stanisavljević
Aleksandar Stanisavljević (Pozsarevác, 1989. június 11. –) szerb-osztrák labdarúgó, az 1. FC Sollenau játékosa.

## Pályafutása
A 178 cm magas középső középpályás 6 éves korában kezdett el focizni. Első csapata az FC Braunau volt. Nevelőegyesületének 2002 nyaráig volt tagja, amikor is a focista szerződést kötött az AKA OÖ Westtel, mely az osztrák élvonalbeli SV Ried labdarúgó-akadémiája. Az akadémia korosztályos csapataiban 2008 végéig szerepelt, bár 2008 tavaszán felkerült a Ried nagycsapatába, ott azonban nem kapott lehetőséget a bizonyításra. 2008 nyarán azonban ismét váltott: a WAC/St. Andrä csapata szerződtette. Fél évig volt a wolfsbergi csapat tagja, 2009 tavaszán eligazolt az SV Horn együtteséhez. Ennél a klubnál másfél évet töltött, mielőtt az SC Ostbahn XI szerződtette 2010 nyarán. Az osztrák harmadligás klubtól igazolt az osztrák Bundesliga 2-be, a First Vienna csapatához.
A bécsi alakulatnál lejárt a szerződése, ezután 2011 nyarán 4 éves szerződést írt alá Zalaegerszegen. Közösségromboló magatartása miatt azonban 2011 őszén szerződését felbontották. 2012 januárjában az osztrák Regionalliga Északi-csoportjában szereplő 1. FC Sollenau csapatához igazolt.